# فيليب ألبرشت (كاتب)
فيليب ألبرشت (بالألمانية: Filip Albrecht)‏ هو كاتب أغاني وكاتب وشاعر ألماني، ولد في 28 نوفمبر 1977 في ميونخ في ألمانيا.